# Thabani Zuke
Thabani Zuke (KwaMakhutha, 11 settembre 1998) è un calciatore sudafricano, difensore o centrocampista dei Golden Arrows.

## Carriera

### Club
Ha giocato nella prima divisione sudafricana.

### Nazionale
Nel 2021 ha giocato 2 partite nella nazionale sudafricana, entrambe valevoli per le qualificazioni ai Mondiali del 2022.

## Statistiche

### Cronologia presenze e reti in nazionale
| Cronologia completa delle presenze e delle reti in nazionale ― Sudafrica | Cronologia completa delle presenze e delle reti in nazionale ― Sudafrica | Cronologia completa delle presenze e delle reti in nazionale ― Sudafrica | Cronologia completa delle presenze e delle reti in nazionale ― Sudafrica | Cronologia completa delle presenze e delle reti in nazionale ― Sudafrica | Cronologia completa delle presenze e delle reti in nazionale ― Sudafrica | Cronologia completa delle presenze e delle reti in nazionale ― Sudafrica | Cronologia completa delle presenze e delle reti in nazionale ― Sudafrica |
| Data                                                                     | Città                                                                    | In casa                                                                  | Risultato                                                                | Ospiti                                                                   | Competizione                                                             | Reti                                                                     | Note                                                                     |
| ------------------------------------------------------------------------ | ------------------------------------------------------------------------ | ------------------------------------------------------------------------ | ------------------------------------------------------------------------ | ------------------------------------------------------------------------ | ------------------------------------------------------------------------ | ------------------------------------------------------------------------ | ------------------------------------------------------------------------ |
| 9-10-2021                                                                | Bahar Dar                                                                | Etiopia                                                                  | 1 – 3                                                                    | Sudafrica                                                                | Qual. Mondiali 2022                                                      | -                                                                        | 90+2’                                                                    |
| 12-10-2021                                                               | Durban                                                                   | Sudafrica                                                                | 1 – 0                                                                    | Etiopia                                                                  | Qual. Mondiali 2022                                                      | -                                                                        | 65’ 89’                                                                  |
| Totale                                                                   |                                                                          | Presenze                                                                 | 2                                                                        |                                                                          | Reti                                                                     | 0                                                                        |                                                                          |